# Sulice (Czechy)
Zasugerowano, aby zintegrować ten artykuł z artykułem Sulice (powiat Praga-Wschód). Nie opisano powodu propozycji integracji.
Sulice – miejscowość i gmina (obec) w Czechach, w kraju środkowoczeskim, w powiecie Praga-Wschód. W 2022 roku liczyła 2280 mieszkańców.